# Violencia filio-parental
La violencia filio-parental (VFP) o violencia de los hijos a los padres es el conjunto de conductas reiteradas de agresiones físicas (golpes, empujones, arrojar objetos), verbales (insultos repetidos, amenazas) o no verbales (gestos amenazadores, ruptura de objetos apreciados) dirigida a los padres o a los adultos que ocupan su lugar.
Se incluyen, entonces, las amenazas y los insultos, ya sean realizados a través de gestos o verbalizaciones, las agresiones físicas de cualquier tipo, o la ruptura consciente de objetos apreciados por el agredido. Además, la violencia debe ir dirigida contra los padres o aquellas figuras parentales que les sustituyan: tutores, educadores, etc.
No se incluiría, por tanto, en esta definición la violencia ocasional sin antecedentes y que no se repite. Esto excluye, de manera casi generalizada, el parricidio, que presenta características particulares que lo distinguen y que, a menudo, constituye un episodio único, sin que se registren antecedentes.
Se excluyen, también, la agresión sexual a los padres y los asaltos premeditados con armas letales por considerarse de un perfil diferente, así como la violencia que aparece en un estado de disminución importante de la consciencia (autismo o retraso mental grave) y que no se repite cuando este estado remite: violencia en el curso de intoxicaciones, de trastornos mentales orgánicos, de trastornos del curso o contenido del pensamiento, etc.
En 2017, la Sociedad Española para el Estudio de la Violencia Filioparental (SEVIFIP) hace una propuesta de definición de violencia filioparental consensuada:
"

## Tipos de VFP

### Tradicional
- Adolescentes y jóvenes que se defienden a sí mismos de agresiones, que  reaccionan al ser víctimas de abusos sexuales o de un trato vejatorio.
- Violencia ejercida como forma de protección de otro miembro de la familia que está siendo agredido.
- La llamada “retaliación”: hijos que sufrieron maltrato o abusos en la infancia, - o fueron objetos de negligencia grave o abandono -, que devuelven el maltrato cuando se invierten los papeles y son ellos los que cuidan de sus padres.

### Nueva VFP
La NVFP comparte con el resto de los modelos de violencia intrafamiliar la búsqueda del control y del poder en la familia, aunque se diferencie de éstas en la “consecución” de objetivos. El nuevo perfil se refiere a las agresiones ejercidas por niños, adolescentes y jóvenes aparentemente normalizados que proceden de cualquier estrato social, con conductas violentas más o menos extendidas, que incluyen siempre el ámbito familiar y, con mucha frecuencia, se reducen a este contexto.El espectro de edades de los agresores es amplio, aunque es más frecuente en la adolescencia y no es extraño que se trate de chicos y chicas que no sólo no son agresivos fuera de casa, sino que, incluso, en otros contextos presentan conductas sobre-adaptadas. Es habitual el consumo de tóxicos, pero no en mayor medida que la población de su edad.

La VFP se produce, generalmente, en escalada: comienza habitualmente con descalificaciones e insultos que derivan en amenazas – incluyendo la ruptura de objetos – y finaliza con agresiones físicas de índole cada vez más grave.

## Factores influyentes en la VFP

### Factores sociales
A partir de la segunda mitad del siglo XX, en los países occidentales,  se ha pasado de un sistema claramente autoritario a otro pretendidamente “democrático”, en el que se correlaciona democracia con ausencia de autoridad o igualdad a la hora de tomar las decisiones. El modelo jerárquico familiar y social se pone en cuestión, pero solo de manera formal, ya que la responsabilidad educativa sigue atribuyéndose, legalmente y socialmente, a los padres y educadores, a quienes no se les despoja de la responsabilidad, pero, a menudo, sí de la autoridad, así como de algunos de los medios utilizados habitualmente para mantenerla.
Otros cambios sociales, que se producen en paralelo, aumentan la dificultad de progenitores y educadores para mantener su autoridad:
- Disminución en el número de descendientes con incremento importante de los hijos únicos
- Cambios en los modelos familiares: la familia nuclear va disminuyendo progresivamente su presencia, de manera que en los países occidentales en el año 2010, suponía menos del 50% de los modelos familiares en la sociedad accidental.[5] En todos estos nuevos modelos, por razones específicas a cada uno – aunque bastante similares entre sí – el mantenimiento de la autoridad del o de los padres se hace más difícil.
- Cambios en el ciclo vital familiar: un atraso progresivo de la edad media a la que se tienen los hijos genera padres “añosos”, con menos energías para pelear con estos, mantener la disciplina y poner límites.
- Cambios laborales: el número de horas de contacto con los hijos disminuye, se llega cansado a casa y en el poco tiempo que se está con ellos se tratan de evitar, en lo posible, situaciones de tensión. Así, se eliminan actuaciones que generen frustración en busca de una “armonía familiar” que no sobrecargue aún más al cansado progenitor. Se establece entonces una educación permisiva, cuya consecuencia es la dificultad para poner límites y hacerse respetar.
- La evolución de la sociedad hacia un modelo educativo basado más en la recompensa que en la sanción y en la tolerancia que en la disciplina, ha llevado a restringir de manera significativa la capacidad sancionadora de los educadores

### Estilos educativos
Diversos autores (Peek et al, 1985; Gallagher,2004) han tratado de correlacionar los estilos educativos con la VFP;  Pereira, R & Bertino, L. (2010) suman a esta clara correlación, las diferencias que habría entre el nuevo perfil y el tradicional:
1. Estilo permisivo-liberal: también llamado punitivo no estricto. La NVFP estaría más relacionada con este estilo, en el que no se establecen normas claras ni hay un ejercicio consistente de la autoridad. Los hijos a menudo esta sobreprotegidos, se les da todo lo que piden sin apenas exigencias, por lo que, frecuentemente, acaban convirtiéndose en tiranos, con escasa autoestima y un nivel bajo de frustración y de empatía.
2. Estilo autoritario y violento: a menudo genera familias multiviolencia, en las que las agresiones se utilizan para resolver los conflictos. Cualquier rebeldía se sanciona con un incremento de los castigos, las amenazas y las humillaciones. Aparece aquí la VFP como defensiva, protectiva, de retaliación o vinculada a psicopatología grave.
3. Estilo negligente-ausente: los padres abdican de su papel, declaran abiertamente que ellos no deben ser quienes impongan las normas y que los hijos (con independencia de su edad y de sus capacidades cognitivas) ya son lo suficientemente mayores como para saber qué es lo que hacen.  Generan una seudo independencia en el menor, quien utiliza la violencia como un intento de imponerse o, por el contrario, de rechazar el papel en el que se los sitúa. Aquí encontraríamos ambos tipos de VFP: la tradicional y la nueva.

### Factores individuales
Las variables individuales asociadas con los agresores en la VFP son: baja autoestima, egocentrismo, impulsividad y ausencia o disminución de la capacidad empática. La baja autoestima y el egocentrismo son 2 de las características que se perciben con más frecuencia, aunque no de un modo exclusivo. La autoestima está más vinculada a la percepción de ser capaz de enfrentarse a obstáculos y superarlos por sí mismo que con la connotación positiva de los logros. Asimismo, el consumo de tóxicos, si bien no conforma una variable central, favorece la aparición de conductas violentas a cualquier edad y cualquier contexto. Las 2 últimas variables (impulsividad, y ausencia o disminución de la capacidad empática), frecuentes aunque no siempre presentes, suelen asociarse con psicopatología diversa:
1. Trastorno por déficit de atención con hiperactividad.
2. Trastornos de la personalidad.
  1. Trastorno histriónico de la personalidad.
  2. Trastorno narcisista de la personalidad.
  3. Trastorno límite de la personalidad.
  4. Trastorno antisocial de la personalidad.
3. Trastornos en el área de la ansiedad.

### Factores familiares
Según Euskarri, Centro de Intervención de VFP, desde un abordaje sistémico, el nuevo perfil de VFP que presentan las familias se organiza sobre la base de dinámicas relacionales caracterizadas por la siguiente serie de factores:
1. Experiencia familiar previa de utilización de la violencia para resolver los conflictos. Si bien es frecuente la repetición no puede aseverarse que esta experiencia determine de una forma de accionar agresiva futura.
2. Padres excesivamente permisivos, no normativos, que se han planteado explícitamente educar democráticamente a sus hijos. La relación paterno-filial es simétrica por lo que las normas no se imponen y se negocian, y donde la opinión de todos tiene el mismo valor.
3. Padre sobreprotectores. Dichos padres, están dispuestos a satisfacer todos los deseos de los hijos.
4. Padres insatisfechos con sus papeles. Son progenitores que han tenido sus hijos accidentalmente o en contra de su voluntad y manifiestan su disgusto por ello.
5. Padres que mantienen una relación muy conflictiva y suelen descalificarse mutuamente delante de los hijos. El menor puede ser utilizado para atacar al otro progenitor lo que conduce a que la arbitrariedad se convierta en la norma y desacredita cualquier intento de marcar unos límites consistentes.
6. Padres que, por diferentes razones, mantienen una relación excesivamente próxima, fusional con uno de los hijos. Generalmente, se trata de familias monoparentales, o núcleos con uno de los progenitores “ausente”, frío o distante.

Fundamentalmente, se advierten 3 áreas disfuncionales en el funcionamiento familiar.
1. Organización jerárquica y de señalamiento de normas.
2. Protección de la imagen familiar
3. Separación y fusión

## Ciclo de la violencia filio-parental
Según Harbin y Madden (1979), los ataques de los niños contra sus progenitores se producen porque hay un desacuerdo entre ambas partes, es decir, los padres hacen algo que altera al joven agresor. De esta manera, la violencia filio-parental supone un modus operandi entre el joven agresor y los padres (víctimas), dando lugar, al llamado ciclo de la violencia filio-parental.
Las fases del ciclo de violencia filio-parental son las siguientes:
1. Con el objetivo de reducir el estrés familiar, los padres muestran una actitud flexible y pacificadora hacia el hijo. Esta actitud es entendida por el mismo como sumisa, de subordinación y de éxito.
2. El hijo se cree vencedor, e inicia una sucesión de exigencias desmesuradas y comportamientos graves, despreciando la autoridad parental, arrastrando, de esta forma,  a los progenitores al límite de su paciencia.
3. Como consecuencia de los comportamientos frustrantes del hijo, los progenitores adoptan una actitud estricta y adversa, lo que genera de nuevo un gran estrés familiar, potenciando de esta manera ciertas actitudes más coercitivas, y que provocan la irritación o encrespamiento del hijo.
4. El hijo, tras ser injuriado de su poderío y dominio, inicia una serie de comportamientos violentos más graves, y que van en aumento. Los progenitores se quedan en shock, y admiten la pérdida de su control parental, aunque sea durante un periodo de tiempo.
5. Mientras más impotentes y confundidos se encuentran los progenitores, mayor es la posibilidad de que pierdan el control de la situación, y sobre su propia vida, dando lugar, y por medio de la frustración, a protagonizar episodios coercitivos más violentos contra el hijo, pudiendo pasar de nuevo a la fase 1 o 3.

## Consecuencias de la violencia filio-parental
La violencia filio-parental es un fenómeno complejo y preocupante que puede tener una serie de consecuencias negativas para todas las personas involucradas.
1. Impacto emocional y psicológico: Los padres que sufren violencia por parte de sus hijos pueden experimentar altos niveles de estrés, ansiedad, depresión y sentimientos de culpa. Además suelen sentirse impotentes y desesperanzados. Al igual los hijos también pueden experimentar angustia emocional.
2. Ruptura de la relación familiar: La violencia filio-parental afecta seriamente la relación entre padres e hijos generando resentimiento, falta de confianza y deterioro en la comunicación y el respeto mutuo.
3. Aislamiento social: Los padres que enfrentan violencia por parte de sus hijos pueden sentir vergüenza y evitar buscar apoyo debido al estigma asociado con este problema lo que conlleva al aislamiento social.
4. Impacto físico: Esta violencia puede involucrar agresiones físicas y tener consecuencias médicas y de salud a corto y largo plazo.
5. Problemas legales: En algunos casos graves, la violencia filio-parental puede llevar a problemas legales para los hijos, incluyendo cargos criminales y acciones legales que pueden tener consecuencias a largo plazo en su vida. [7]

Es fundamental la intervención temprana, el apoyo emocional y psicológico para todas las partes involucradas, así como la identificación y el tratamiento de posibles factores contribuyentes como problemas de salud mental o abuso de sustancias, son clave para abordar este problema de manera efectiva y reducir su impacto negativo en las familias.